# Pastel de nata
 (août 2024).

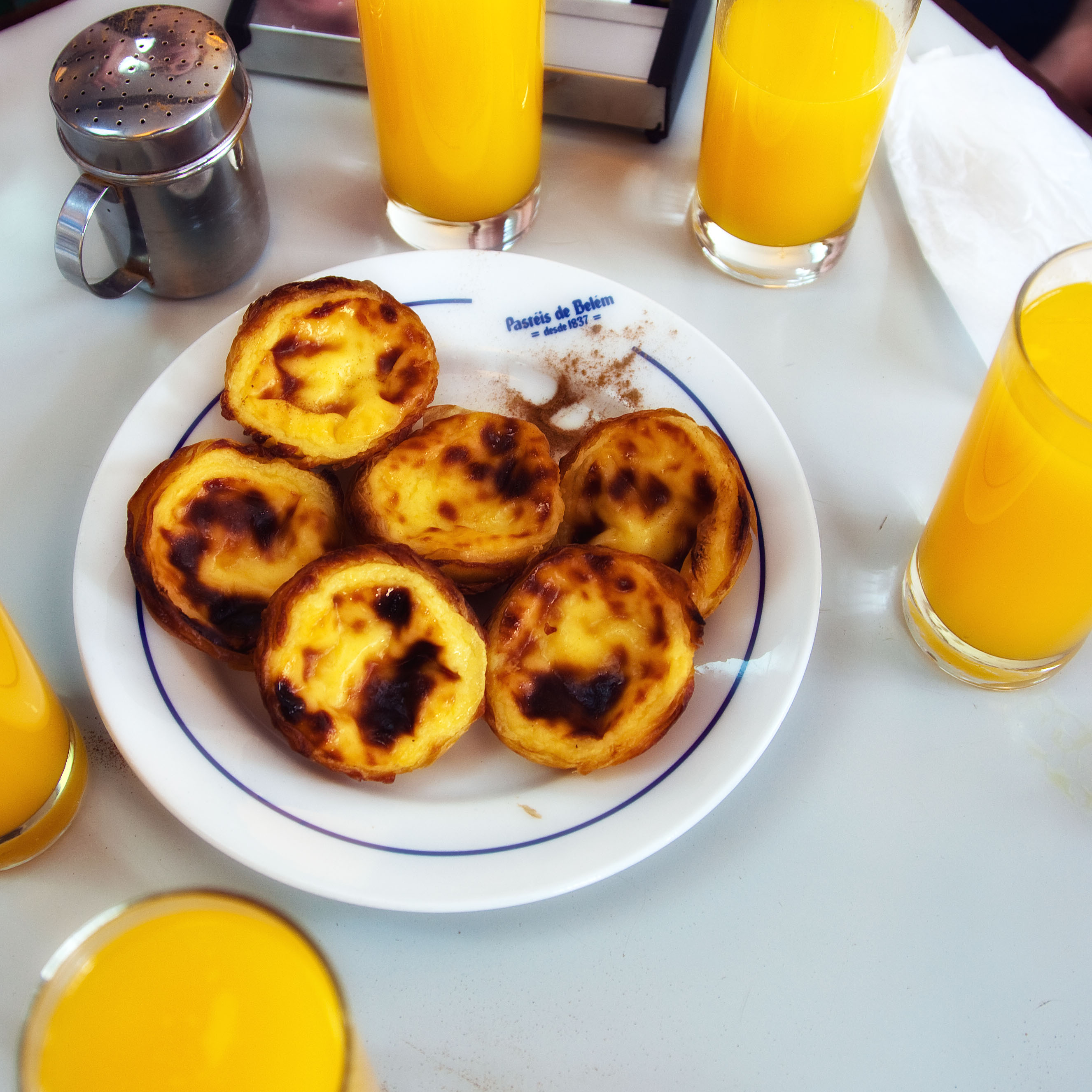
Pasteis de nata à Lisbonne.

Un pastel de nata (au pluriel pasteis de nata), littéralement « tartelette(s) à la crème », est une pâtisserie typique de la cuisine portugaise. La pâtisserie peut être dégustée froide ou tiède et saupoudrée de sucre glace ou de cannelle. La Fábrica dos pastéis de Belém utilise également le terme pastel de Belém.

## Histoire

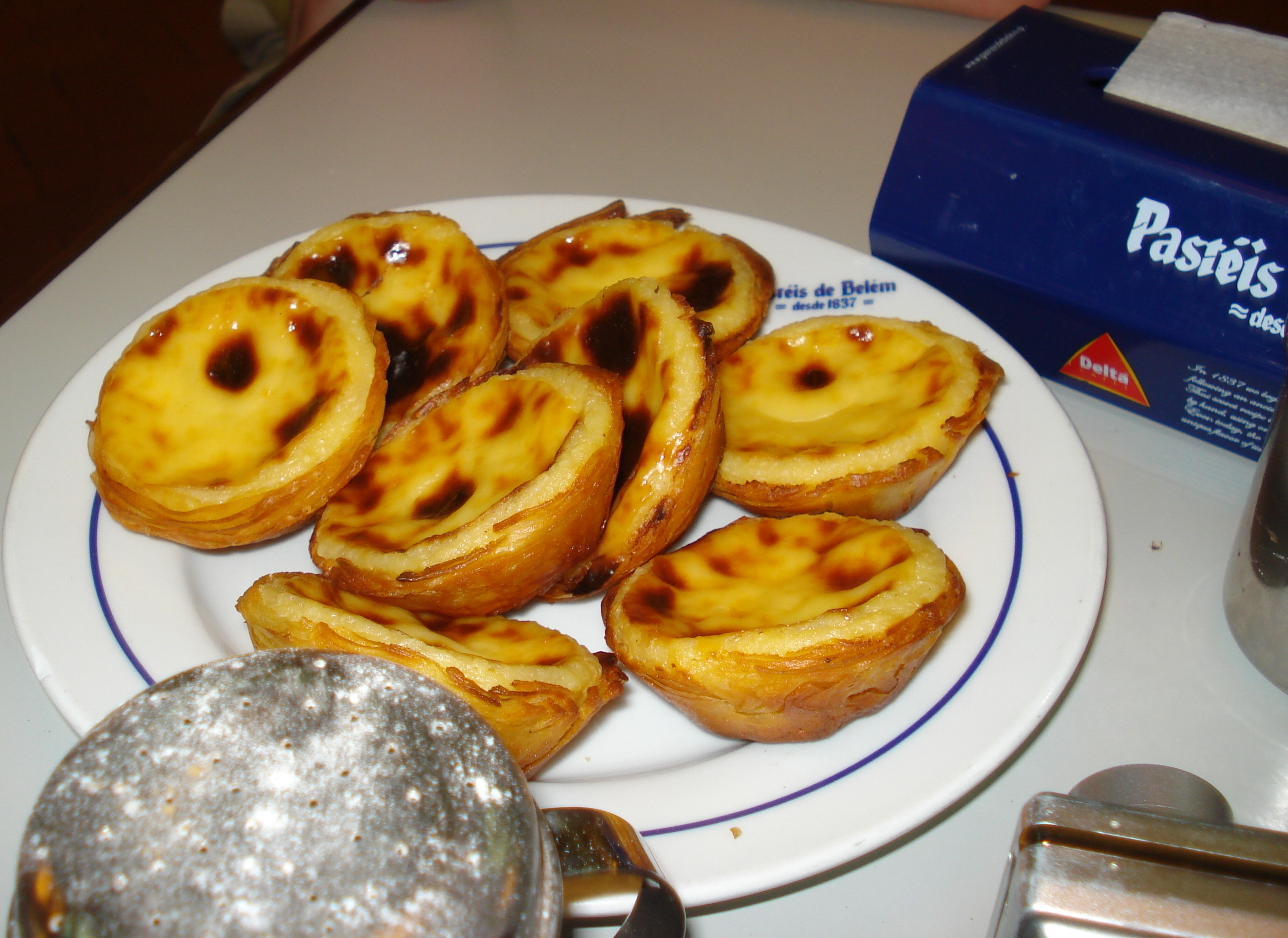
Pastéis de Belém.

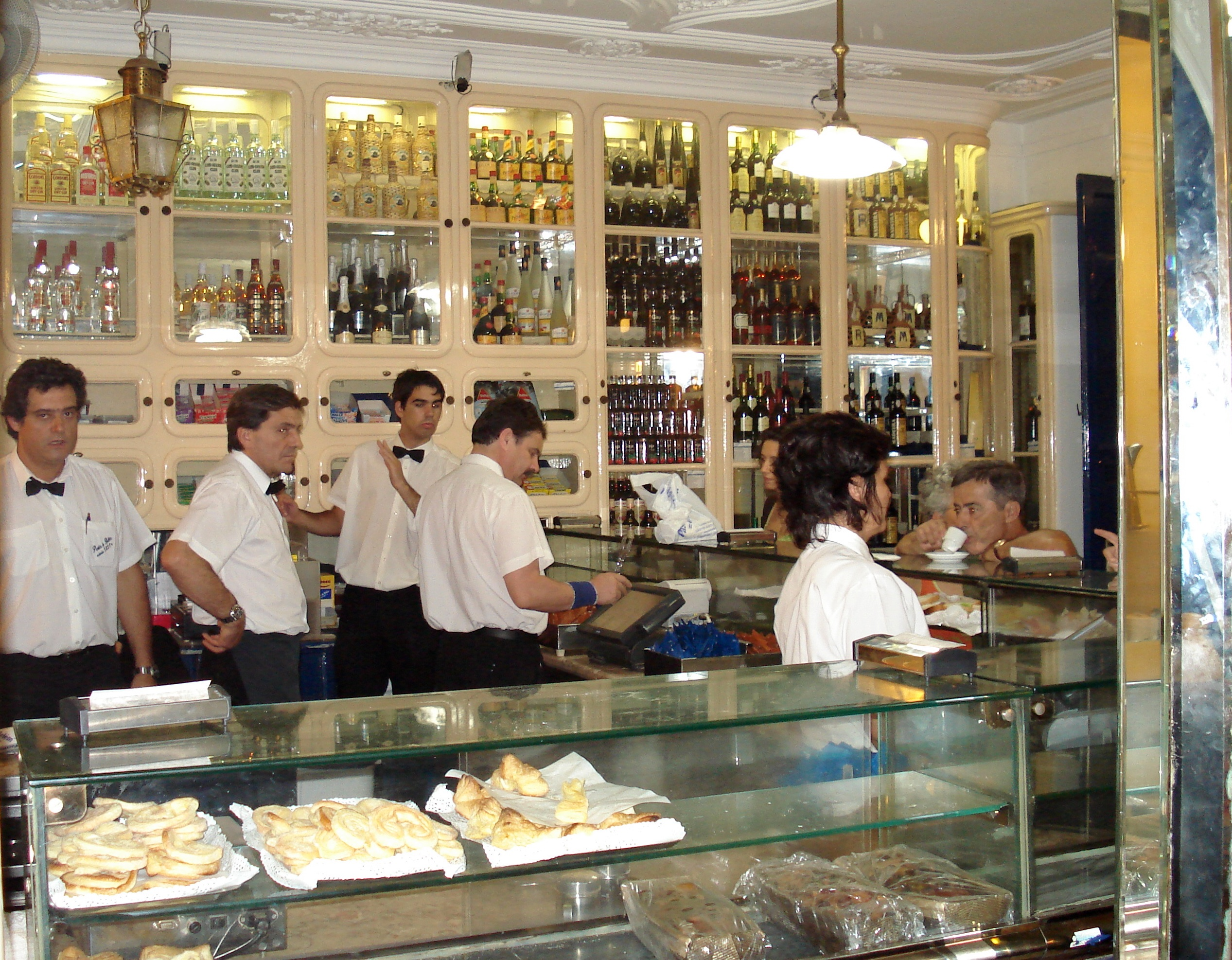
Intérieur de la Fábrica dos pastéis de Belém.

Il semble que la pâtisserie ait été créée au XIXe siècle par des religieuses du monastère des Hiéronymites, situé dans la petite ville de Belém, aujourd'hui un quartier de Lisbonne. Afin d’obtenir des ressources pour faire subsister leur ordre, les moniales les vendent dans une petite boutique proche du monastère. Celle-ci est, depuis 1837, la seule à vendre les pastéis de Belém, recette originale des pastéis de nata vendus à travers le reste du pays.
À cette époque, Lisbonne et Belém sont deux villes distinctes reliées par des bateaux à vapeur. La présence du monastère et de la tour de Belém attire beaucoup de touristes qui plébiscitent rapidement les pastéis de Belém.
La recette originale, tenue secrète depuis le XIXe siècle, reste bien gardée et les maîtres pâtissiers sont les seuls à la connaître. Même si ces artisans sont très peu nombreux, ils continuent à fabriquer artisanalement les pastéis de Belém. 

## Fabrication
N'importe quel café ou pâtisserie au Portugal propose aujourd'hui des pastéis de nata. Toutefois, seuls ceux confectionnés par la Fábrica dos pastéis de Belém peuvent porter la dénomination originale pastéis de Belém car elle est seule à connaitre la recette secrète originaire du monastère qui apporte aux tartelettes le goût unique de la pâtisserie portugaise d'autrefois[réf. souhaitée]. De par son succès et la fabrication artisanale des pâtisseries, les clients sont nombreux à se rassembler à la Fábrica dos pastéis de Belém, ce qui explique l'attente parfois longue pour être servi, pouvant aller de quelques minutes à trois heures[réf. souhaitée].
Les nombreuses boutiques et magasins d'alimentation portugais dans le monde vendent également ces pâtisseries, issues de fabrications industrialisées. Au Brésil, le pastél de Belém, qui est très consommé, est notamment commercialisé par la chaîne de restauration rapide Habib's.
Cette pâtisserie est composée d'une pâte feuilletée et d'une crème faite à partir de lait, de farine, d'amidon de maïs, d'œufs et de sirop de sucre.

## Dans le monde
- Le pastel de nata a été choisi pour représenter le Portugal pour l'initiative Café Europe mise en place par la présidence autrichienne de l'Union européenne durant la Journée de l'Europe 2006.
- Le pastel de nata est très populaire en Chine. Il y a été introduit via Macao à l'époque de la présence coloniale portugaise. En chinois, le pastel de nata est appelé dan ta (蛋挞), ce qui signifie « tarte aux œufs ». Depuis la fin des années 1990, certaines sociétés de restauration rapide l’ont inclus dans leurs menus, ce qui a contribué à la diffusion de cette pâtisserie dans plusieurs pays d'Asie, tels que le Cambodge, Singapour, la Malaisie, Hong Kong et Taïwan.
- Le pastel de nata fait partie des cinquante meilleurs mets au monde dans un article du journal The Guardian[4].

Le pastel de nata est un succès à l'international, et dépasse la seule diaspora portugaise. Il est notamment populaire dans les pays asiatiques. Plusieurs adaptations de la recette ont été réalisées afin de vendre à différentes clientèles. Le produit n'est pas mis en avant pour son origine portugaise, mais simplement pour son goût. 